# Mad (Fernsehserie)
Mad ist eine US-amerikanische Zeichentrickserie, welche von Warner Bros. Animation produziert und auf Cartoon Network ausgestrahlt wurde. Die Serie beruht auf dem Mad-Magazin und enthält verschiedene Sketche. Rubriken wie Spion & Spion, Don Martin oder Sergio Aragonés werden animiert.

## Inhalt
Die Folgen der Serie bestehen aus kurzen Animationsfilmen, die mit verschiedenen Techniken wie Computeranimation, Claymation und Stop-Motion produziert wurden. Es werden Parodien von Fernsehserien, Filmen, Spielen, berühmten Personen und anderem gezeigt. Wiederkehrende Rubriken sind:
- A Mad Look Inside – Ein kurzer Einblick in die magische Welt innerhalb eines Prominenten.
- Alfred E. Neuman for President – Eine fiktive Kampagne für den Präsidentschafts-Kandidaten Alfred E. Neuman.
- Ask the Celebrity – Prominente geben absurde Antworten auf Briefe von Fans.
- Bad Idea # – Die Umsetzung einer denkbar schlechten Idee wird in Form eines Animationsfilms gezeigt.
- Celebrities Without Their Make-Up – Es wird gezeigt, wie reale und fiktive Berühmtheiten ohne ihr Make-up aussehen könnten.
- Commercials – Werbung für fiktive Produkte.
- Dear Reaper – Kinder schreiben an den Grim Reaper Briefe über ihren Tod.
- Don Martin – Adaptationen der Comicstrips von Don Martin, die im Mad-Magazin erschienen sind.
- Gross and Beyond Gross – Es wird der Unterschied zwischen abstoßenden Dingen gezeigt und solchen jenseits von Abstoßend.
- MAD News – Nachrichtenparodien.
- MADucation 101… – Satirische Lern-Kurzfilme.
- MADvent Calendar – Parodie auf aktuelle Ereignisse der Popkultur.
- Mike Wartella – Kurzfilme von Mike Wartella.
- Rejected – Es werden fiktive abgelehnte Konzepte in diversen popkulturellen Kategorien gezeigt.
- Security Cam – Fiktive Aufnahmen von Überwachungskameras während der Nachtzeit, üblicherweise werden übernatürliche Geschehnisse gezeigt.
- Snappy Answers to Stupid Questions – Umsetzung einer Kategorie des Mad-Magazins, in der auf dumme Fragen bissige, zynische Antworten gegeben werden.
- Spy vs. Spy – Adaption der Comicserie Spy vs. Spy.
- Super-villains for Your... – Superschurken der Legion of Doom fungieren als Vorbild für Kinder, was meist zu Tod und Leiden der Kinder führt.
- This Day in History – Parodien historischer Ereignisse.
- What’s Wrong with this Picture? – Ein Spiel darum, was auf dem gezeigten Bild falsch ist, wobei dies oft etwas besonders unerwartetes ist.
- Where’s Lady Gaga – Ein Suchspiel nach Lady Gaga in der Art der Wo ist Walter?-Spiele.

## Produktion und Veröffentlichung
Die Serie wurde 2010 bei Warner Bros. Animation produziert, Regie führten Aaron Horvath, Pete Levin, Ethan Marak, Harry Chaskin und Jeff Gardner. An der Produktion war auch DC Entertainment beteiligt, als Produzenten waren Mark Marek, Kevin Shinick und David L. Mendel verpflichtet, letzterer war auch für den Schnitt verantwortlich. Die Musik stammt, neben kleineren Beiträgen anderer, von Rony Brack, Devin Flynn und Dean Landon. Wegen der vielen Gastauftritte von Figuren anderer Serien und Filme waren sehr viele Synchronsprecher an Mad beteiligt. Zur Kerngruppe gehörten Kevin Shinick, Hugh Davidson, Mikey Day, Grey DeLisle, Larry Dorf, Rachel Ramras, Tara Strong, Frank Welker und Gary Anthony Williams.
Die Fernsehserie wurde ab dem 6. September 2010 bei Cartoon Network in den USA gezeigt. Die letzte der 103 Folgen war am 2. Dezember 2013 zu sehen. Der Sender zeigte Mad auch im Rest Amerikas, andere strahlten die Serie in Russland, Australien, Frankreich, Portugal und auf den Philippinen aus. Die erste der vier Staffeln erschien 2011 und 2012 auf DVD.